# Irun-myeon
Irun-myeon (koreanska: 일운면) är en socken i staden Geoje i provinsen Södra Gyeongsang, i den södra delen av Sydkorea,
300 km sydost om huvudstaden Seoul. Irun-myeon ligger på sydöstra delen av ön Geojedo. Till socknen hör också de bebodda öarna Jisimdo, Naedo och Oedo samt ett antal mindre obebodda öar. Delar av socknen ligger i Hallyeohaesang nationalpark. På Oedo finns en botanisk trädgård som är en stor turistattraktion. 